# Сазревање семена
Сазревање семена одвија се истовремено са сазревањем плодног омотача. Током раних фаза развоја карпела, овуле продукују цитокинине. Ови деривати аденина усмеравају хранљиве материје ка карпелама. У каснијим фазама развоја плода хранљиве материје се депонују у ендосперму, а код ексалбуминског семена у пуној зрелости ове материје се премештају у котиледоне. Цитокинини стимулишу деобе ћелија у зиду плодника чиме се постиже дебљање перикарпа и повећање величине плода у развоју. 

## Сазревање сувих плодова
Kод сувих плодова омотач губи влагу постаје дрвенаст, зрело семе испада из плода или остаје затворено у перикарпу. 

## Сазревање сочних плодова
Kод сочних плодова “сигнал за сазревање” је почетак продукције етилена (CH2). Овај гасовити угљоводоник продукују плодови у фази зрења и емитују га у атмосферу. Етилен утиче на продукцију ензима у рибозомима преко гена механизмима транскрипције и транслације. Ензими затим катализују реакције које мењају карактеристике плодова. Хидролазе разлажу хлорофил, а стварају се антоцијанини што се испољава променом боје плода, истовремено разлажу велике органске молекуле у мање, ароматичне  који испаравањем емитују атрактивне мирисе. Под утицајем киназе мења се реакција из киселе у неутралну. Пектин се разлаже под утицајем пектиназе и до тада слепљене ћелије клизе једна поред друге што доводи до омекшавања плода. Амилаза убрзава хидролизу скроба у шећер осмотски активну компоненту, што даље омекшава перикарп јер се повећава количина воде. Зрело семе остаје затворено у плоду код већине сочних плодова, а ређе зрело семе испада из плода као код Akebia quinata или Prunus dulcis.

## Фазе зрелости семена
Са гледишта одређивања времена сакупљања семена постоје два стадијума зрелости физиолошка (непотпуна) зрелост и техничка (технолошка, потпуна) зрелост.

### Физиолошка зрелост семена
Физиолошка зрелост семена је први стадијум у коме је ембрион способан да да нову биљку, али су хранљиве материје у непостојаном облику (растворљиве и приступачне ембриону), а семењача неочврсла и слаба заштита језгру од фактора спољашње средине. Стадијум траје кратко од неколико дана до две недеље и тешко је препознатљив. Код руже је то крајем августа када шипак руди. Због стања семењаче и хранљивих материја семе мора да се одмах употреби за сетву.

### Техничка зрелост семена
Техничка зрелост семена је терминална фаза зрелости у којој је ембрион способан да да нову биљку, хранљиве материје су у облику нерастворних, сложених једињења, а семењача очврсла и способна да чува језгро од фактора спољашње средине. Семе може да се сеје или чува од неколико месеци до више година зависно од врсте.